# Zimmerius chrysops
Zimmerius chrysops е вид птица от семейство Tyrannidae.

## Разпространение
Видът е разпространен във Венецуела, Колумбия и Перу.